# Tyranny of Souls
Tyranny of Souls šesti je samostalni studijski album britanskog pjevača Brucea Dickinsona. Album je 23. svibnja 2005. godine objavila diskografska kuća Sanctuary Records. Njegov je prvi samostalni nosač zvuka od ponovnog pridruživanja Iron Maidenu 1999. godine.

## O albumu
Roy Z i Dickinson podijelili su zasluge za skladanje pjesama na albumu. U vrijeme skladanja Roy bi slao rifove Dickinsonu, koji je bio na turneji s Iron Maidenom. Dickinson je naknadno napisao tekstove i skladao melodije. Roy je također bio producent uratka, svirao je sve gitarističke dionice, ali i neke dopunske dionice na bas-gitari i klaviru.
Skladba "Kill Devil Hill" nadahnuta je uspješnim letom braće Wright 1903. godine. Kill Devil Hills današnji je naziv područja na kojem se taj let odvio.
"Navigate the Seas of the Sun" nadahnuta je teorijom Ericha von Dänikena o davnoj prisutnosti izvanzemaljaca na Zemlji i o čovjeku koji će se time baviti u budućnosti.
Naslovna skladba djelomično je utemeljena na Shakespeareovoj tragediji Macbeth te sadrži citate iz navedene drame.
Naslovnica je preuzeta s triptiha "Zemaljska taština i božansko spasenje" renesansnog umjetnika Hansa Memlinga.

## Popis pjesama
Tekstovi i glazba: Bruce Dickinson i Roy Z. 
| 1.    | »Mars Within (Intro)«          | 1:29 |
| 2.    | »Abduction«                    | 3:51 |
| 3.    | »Soul Intruders«               | 3:53 |
| 4.    | »Kill Devil Hill«              | 5:07 |
| 5.    | »Navigate the Seas of the Sun« | 5:52 |
| 6.    | »River of No Return«           | 5:13 |
| 7.    | »Power of the Sun«             | 3:30 |
| 8.    | »Devil on a Hog«               | 4:01 |
| 9.    | »Believil«                     | 4:50 |
| 10.   | »A Tyranny of Souls«           | 5:48 |
| 43:34 |                                |      |

| Bonus skladba s japanske inačice | Bonus skladba s japanske inačice | Bonus skladba s japanske inačice | Bonus skladba s japanske inačice | Bonus skladba s japanske inačice | Bonus skladba s japanske inačice | Bonus skladba s japanske inačice | Bonus skladba s japanske inačice | Bonus skladba s japanske inačice | Bonus skladba s japanske inačice |
| Br.                              | Skladba                          | Trajanje                         |                                  |                                  |                                  |                                  |                                  |                                  |                                  |
| -------------------------------- | -------------------------------- | -------------------------------- | -------------------------------- | -------------------------------- | -------------------------------- | -------------------------------- | -------------------------------- | -------------------------------- | -------------------------------- |
| 11.                              | »Eternal«                        | 5:59                             |                                  |                                  |                                  |                                  |                                  |                                  |                                  |
| 49:33                            |                                  |                                  |                                  |                                  |                                  |                                  |                                  |                                  |                                  |

## Recenzije
Greg Prato, glazbeni kritičar sa stranice AllMusic, dodijelio je albumu tri i pol od pet zvjezdica te je komentirao: "Bruce Dickinson jedan je od vodećih glasova heavy metala (ako ne i glavni) -- služi se jednim od najprepoznatljivijih pjevačkih stilova žanra (postoji razlog zašto su ga nekoć zvali 'Sirena zračnog napada'). Nakon što se vratio Iron Maidenu krajem 1990-ih, Dickinsonova je samostalna karijera bila pauzirana zbog konstantnog snimanja i odlaženja na koncerte. Nakon što je Maiden otišao na odmor nakon turneje kojom je podržavao Dance of Death, Dickinson je konačno imao dovoljno vremena za rad na svojem prvom samostalnom uratku u sedam godina. Nakon što se ponovo pridružio svojem suradniku, gitaristu i producentu Royu Z, Tyranny of Souls označio je Dickinsonov povratak u solističke vode. Kao što je bilo i za očekivati, Dickinsonovi su maidenski korijeni duboki te mnoge skladbe podsjećaju na stil njegovog punopravnog sastava -- pogotovo "Mars Within" i "Power of the Sun". No ponekad Dickinson uvodi stilove koji ne bi pristajali Maidenovu albumu -- [kao što su] klavirska dionica u [skladbi] "Kill Devil Hill" i pjesmica "Navigate the Seas of the Sun" koju pokreću akustična gitara i glas. Također valja napomenuti da je Dickinsonov glas i dalje snažan – godine nastupa i studijskog rada nisu umanjile njegove sposobnosti ni na koji način. Tyranny of Souls zadovoljit će apetite većine obožavatelja Maidena dok se ne pojavi njegov sljedeći album."

## Zasluge
| Bruce Dickinson - Bruce Dickinson – vokali - Roy Z – bas-gitara (na pjesmama 7, 9 i 11), gitara, produkcija Dodatni glazbenici - Ray "Geezer" Burke – bas-gitara (na pjesmama 1, 4, 5, 6, 8 i 10) - Juan Perez – bas-gitara (na pjesmama 2 i 3) - Dave Moreno – bubnjevi - Maestro Mistheria – klavijature | Ostalo osoblje - Stan Katayama – inženjer zvuka, miksanje - Hatch Inagaki – inženjer zvuka - Jeff Wakolbinger – inženjer zvuka - Hugh Gilmour – umjetnički direktor, dizajn - Anna Maria Disanto – fotografija - Tom Baker – mastering |